# Ernani
Ernani é uma ópera em quatro atos do compositor italiano Giuseppe Verdi, com libreto de Francesco Maria Piave, baseado na obra Hernani de Victor Hugo. 
Estreou no Teatro La Fenice de Veneza em março de 1844.
| Intérpretes            | Voz      | Estreia, 9 de março 1844 (Maestro: - ) |
| ---------------------- | -------- | -------------------------------------- |
| Ernani                 | tenor    | Carlo Guasco                           |
| Don Carlo              | barítono | Antonio Superchi                       |
| Don Ruy Gomez de Silva | baixo    | Antonio Selva                          |
| Elvira                 | soprano  | Sophie Loewe                           |
| Giovanna               | soprano  | Laura Saini                            |
| Don Riccardo           | tenor    | Giovanni Lanner                        |
| Jago                   | baixo    | Andrea Bellini                         |

## Gravações Selecionadas

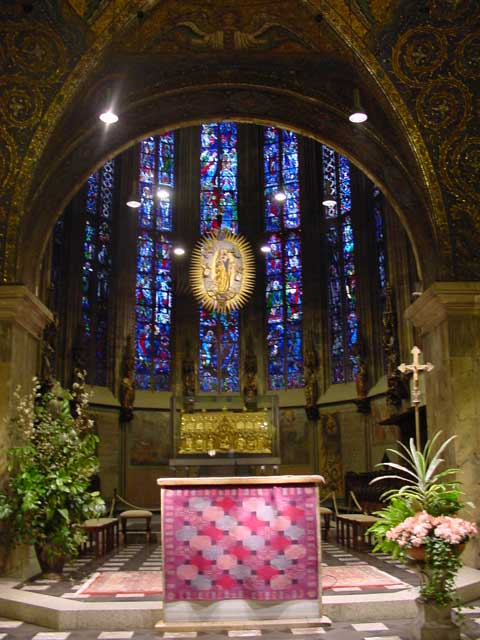
Santuário de Charles em Aix-la-Chapelle.

| Ano  | Cast (Ernani, Elvira, Don Carlo, Silva)                            | Maestro, Sala de Ópera e Orquestra                                            | Label                                  |
| ---- | ------------------------------------------------------------------ | ----------------------------------------------------------------------------- | -------------------------------------- |
| 1967 | Carlo Bergonzi, Leontyne Price Mario Sereni, Ezio Flagello         | Thomas Schippers RCA Italiana Opera Orquestra e Coros                         | Audio CD: RCA Victor                   |
| 1969 | Plácido Domingo Raina Kabaivanska Carlo Meliciani Nicolai Ghiaurov | Antonino Votto, Teatro alla Scala Orquestra e Coros                           | Audio CD: Opera D'Oro Cat: ODO 1468    |
| 1983 | Luciano Pavarotti Leona Mitchell Sherrill Milnes Ruggero Raimondi  | James Levine, Metropolitan Opera Orquestra e Coros                            | DVD: Pioneer Classics Cat: PC-99-102-D |
| 1984 | Plácido Domingo Mirella Freni Renato Bruson Nicolai Ghiaurov       | Riccardo Muti, Teatro alla Scala Orquestra e Coros (Produção de Luca Ronconi) | DVD: Kultur Video Cat: D72913          |